# Puonnasjärvi
Puonnasjärvi är en sjö i kommunen Jämsä i landskapet Mellersta Finland i Finland. Arean är 46 hektar och strandlinjen är 4,59 kilometer lång. Sjön  ingår i Kymmene älvs huvudavrinningsområde.   Den ligger omkring 38 kilometer väster om Jyväskylä och omkring 220 kilometer norr om Helsingfors. 